# Copholandrevus brevicauda
Copholandrevus brevicauda är en insektsart som beskrevs av Lucien Chopard 1930. Copholandrevus brevicauda ingår i släktet Copholandrevus och familjen syrsor. Inga underarter finns listade i Catalogue of Life.